# パク・チヒョン
朴智賢（パク・チヒョン、ハングル表記：박지현、1982年7月27日 - ）は、大韓民国の韓国放送公社 (KBS) 所属のアナウンサー。

## 学歴
- 梨花女子大学校中国語中国文学科卒業

## 経歴
- 2007年 30期 KBS 公開採用のアナウンサー